# Hjørneskjæret
Hjørneskjæret est une île norvégienne dans le comté de Hordaland. Elle appartient administrativement à Austevoll.

## Géographie
Rocheuse et désertique, à fleur d'eau, elle s'étend sur environ 156 m de longueur pour une largeur approximative de 115 m.